# Frederickus
Frederickus és un gènere d'aranyes araneomorfes de la subfamília Erigoninae, dins de la família Linyphiidae.
Fou descrit per primera vegada per P. Paquin l'any 2008.

## Distribució
Es pot trobar a l'Amèrica del Nord.

## Llista d'espècies
Segons The World Spider Catalog 12.0:
- Frederickus coylei Paquin, Duperre, Buckle & Crawford, 2008 (Espècie tipus)
- Frederickus wilburi (Levi & Levi, 1955)